# Álvaro Rafael González
Álvaro Rafael González Luengo (Montevideo, Uruguay, 29 de octubre de 1984) es un exfutbolista uruguayo. Jugaba de mediocampista y su último equipo fue La Luz Fútbol Club de la Primera División de Uruguay.

## Trayectoria
Jugó en Defensor Sporting, en donde debutó el 2 de marzo de 2003 frente a Fénix en el Parque Viera y lleva 116 partidos y 7 goles en torneos uruguayos, todos en ese mismo club. Además, jugó 14 partidos por copas continentales (11 por Copa Libertadores, 3 por Copa Sudamericana) y anotó 1 gol.  
Fue transferido a Boca Juniors. El domingo 11 de noviembre de 2007 jugó su mejor partido desde su llegada al club argentino, al asistir a Rodrigo Palacio en el tercer gol de Boca y convertir, un minuto más tarde, su primer gol en el club contra Vélez Sársfield.
En agosto de 2009 firmó para el Club Nacional de Football de Uruguay, equipo del cual siempre se declaró fanático. Jugó 14 partidos y anotó 3 goles con la camiseta del Bolso.
Después de un año en Nacional, firmó contrato con el SS Lazio de Italia.
A comienzos de 2015 fue cedido por un semestre al Torino, donde su actuación fue escasa debido a una lesión en una de sus rodillas. 
En agosto volvió a ser cedido, en este caso al Atlas.
A mediados de 2016, González vuelve a Lazio de la cesión en Atlas luego de que estos últimos no hicieran válida la opción de compra.
El 3 de febrero de 2017 regresa al Club Nacional de Football tras rescindir con la Lazio, firmando contrato por dos años con los tricolores.
El 4 de enero de 2019 regresa a Defensor Sporting después de 12 años firmando contrato por 2 años en el equipo violeta.
En el conjunto tuerto jugó un total de 54 partidos y anotó 1 gol.
El 24 de mayo de 2022 ficha por La Luz. Con el conjunto merengue conseguiría el ascenso a primera división, por primera vez en la historia del club.
En diciembre de 2023, tras una temporada en primera y el descenso de La Luz, anunció su retirada del fútbol profesional.

## Clubes
| Club              | País      | Año         |
| ----------------- | --------- | ----------- |
| Defensor Sporting | Uruguay   | 2003 - 2007 |
| Boca Juniors      | Argentina | 2007 - 2009 |
| Nacional          | Uruguay   | 2009 - 2010 |
| Lazio             | Italia    | 2010 - 2015 |
| Torino            | Italia    | 2015        |
| Atlas             | México    | 2015 - 2016 |
| Lazio             | Italia    | 2016        |
| Nacional          | Uruguay   | 2017 - 2018 |
| Defensor Sporting | Uruguay   | 2019 - 2021 |
| La Luz            | Uruguay   | 2022 - 2023 |

## Selección nacional
Su debut internacional con la selección uruguaya fue en ocasión del amistoso de Uruguay 2:0 contra Rumania, en Los Ángeles, Estados Unidos, el día 23 de mayo de 2006 durante la primera gira de la Celeste realizada bajo la segunda dirección técnica de Óscar Washington Tabárez.
Fue campeón de la Copa América 2011 en Argentina.
El 12 de mayo de 2014 el entrenador de la selección uruguaya, Óscar Washington Tabárez, incluyó a González en la lista provisional de 28 jugadores con los que inició la preparación para el Copa Mundial de Fútbol de 2014.
Finalmente, González fue confirmado en la lista definitiva de 23 jugadores el 31 de mayo.

### Participaciones en Copas del Mundo
| Mundial              | Sede   | Resultado        | Partidos | Goles |
| -------------------- | ------ | ---------------- | -------- | ----- |
| Copa Mundial de 2014 | Brasil | Octavos de final | 4        | 0     |

### Participaciones en Copas Confederaciones
| Copa                      | Sede   | Resultado    | Partidos | Goles |
| ------------------------- | ------ | ------------ | -------- | ----- |
| Copa Confederaciones 2013 | Brasil | Cuarto lugar | 4        | 0     |

### Participaciones en Copa América
| Copa                    | Sede           | Resultado        | Partidos | Goles |
| ----------------------- | -------------- | ---------------- | -------- | ----- |
| Copa América 2011       | Argentina      | Campeón          | 5        | 0     |
| Copa América 2015       | Chile          | Cuartos de final | 4        | 0     |
| Copa América Centenario | Estados Unidos | Fase de grupos   | 3        | 0     |

## Palmarés

### Campeonatos nacionales
| Título                        | Club         | País      | Año    |
| ----------------------------- | ------------ | --------- | ------ |
| Primera División de Argentina | Boca Juniors | Argentina | A-2008 |
| Copa Italia                   | Lazio        | Italia    | 2013   |
| Torneo Intermedio             | Nacional     | Uruguay   | 2017   |
| Torneo Intermedio             | Nacional     | Uruguay   | 2018   |
| Torneo Apertura               | Nacional     | Uruguay   | 2018   |

### Campeonatos internacionales
| Título              | Club (*)             | Sede      | Año  |
| ------------------- | -------------------- | --------- | ---- |
| Recopa Sudamericana | Boca Juniors         | Argentina | 2008 |
| Copa América        | Selección de Uruguay | Argentina | 2011 |